# الهروب من الحقل (فلم)
الهروب من الحقل (بالإنجليزية: Escape the Field) هو فيلم إثارة أمريكي لعام 2022 من إخراج إيمرسون مور، وبطولة جوردن كلير روبنز، وثيو روسي وشين ويست. تم إصداره في مايو 2022.

## روابط خارجية
- مقالات تستعمل روابط فنية بلا صلة مع ويكي بيانات